# ينس بيترسن
ينس بيترسن (بالدنماركية: Jens Petersen)‏ (22 ديسمبر 1941 في الدنمارك - 8 مارس 2012 في الدنمارك) هو مدرب كرة قدم ولاعب كرة قدم دانمركي في مركز الدفاع. شارك مع منتخب الدنمارك لكرة القدم. أما مع النوادي، فقد لعب مع رابيد فيينا وكونينكليجك ريسينغ كلوب ميتشيلين ونادي أبردين ونادي إيسبيرغ وVarde IF ‏.

## مسيرته الكروية
لعب ينس بيترسن خلال مسيرته الاحترافية مع 4 أندية في أربعة عشر موسمًا وسجل خلالها 23 هدفًا ضمن 305 مباراة. حيث فاز في موسمين بالكأس وفي ثلاثة مواسم بالدوري.
خاض ينس بيترسن مسيرته مع نادي إيسبيرغ في موسم 1960 ليلعب معه خمسة مواسم، مشاركًا في 90 مباراة سجل خلالها 13 هدفًا. ثم انتقل إلى نادي أبردين في موسم 1964–65 ليلعب معه ستة مواسم، حيث شارك في 142 مباراة سجل خلالها 7 أهداف. لينتقل بعدها إلى نادي رابيد فيينا في موسم 1970–71 لمدة موسم واحد، مشاركًا في 16 مباراة سجل خلالها هدفًا واحدًا. ثم انتقل إلى نادي كونينكليجك ريسينغ كلوب ميتشيلين في موسم 1971–72 ولمدة موسمين، مشاركًا في 57 مباراة سجل خلالها هدفين.

## وصلات خارجية
- ينس بيترسن على موقع الاتحاد الأوربي (الإنجليزية)
- ينس بيترسن على موقع قاعدة بيانات كرة القدم.إي يو (الإنجليزية)
- ينس بيترسن على موقع ناشيونال فوتبول تيمز (الإنجليزية)
- ينس بيترسن على موقع عالم كرة القدم.نت (الإنجليزية)